# Domkirkepladsen (Stavanger)
 For alternative betydninger, se Domkirkepladsen. (Se også artikler, som begynder med Domkirkepladsen)
Domkirkepladsen i Stavanger er en plads, der ligger foran Stavanger Domkirke.
Området omkring Domkirkepladsen er også blevet kaldt for Bispehaugen, givetvis fra navnet Bispegården. Fra slutningen af 1800-tallet blev pladsen kaldet Bankpladsen:
- SpareBank 1 SR-Bank havde sit første kontor i den tidligere Mariakirken,
- i dag har SpareBank 1 SR-Bank kontor mellem Domkirkepladsen og Torvet,
- Hetland Sparebank havde kontor hvor Hennes & Mauritz er i dag,
- Norges Bank havde kontor mod pladsen. Norges Bank-bygget og Domkirkepladsen var åsted for NOKAS-røveriet. Nu ligger informationskontoret for Stavanger 2008 og turistinformationen i NOKAS-byggeriet.

Mod sydvest går Haakon VIIs gate (tidligere Vestre Bredevanns gate) op mod Olavskleivå, mod nord-vest ligger Torvet. Mod nord går Kirkegata og Laugmannsgata på hver side af pladsen, og langs Domkirken og den rekonstruerede grundmur fra Mariakirken går Kongsgata (tidligere Østre Bredevannsgate).
Under renoveringen af torvet ("Tusenårsstedet") flyttede torvehandlerne fra Torvet op på Domkirkepladsen. Pladsen bruges også til høstmarked i oktober, Bondens Marked og til andre aktiviteter.
Midt på Domkirkepladsen lå middelalderens sankt Annas gård, som i 1600-tallet blev til Bispegården og i 1800-tallet til Hotel de Nord. 
Omtrent halvdelen pladsen var kirkegård fra middelalderen og frem til 1860-tallet.
58°58′12.144″N 5°44′0.0240″Ø / 58.97004000°N 5.733340000°Ø